# Prostygnus
Genre
Prostygnus est un genre d'opilions laniatores de la famille des Prostygnidae.

## Distribution
Les espèces de ce genre se rencontrent en Amérique du Sud.

## Liste des espèces
Selon World Catalogue of Opiliones (01/10/2021) :
- Prostygnus calcar Roewer, 1943
- Prostygnus stellatus Villarreal & Kury, 2021
- Prostygnus vestitus Roewer, 1913

## Publication originale
- Roewer, 1913 : « Die Familie der Gonyleptiden der Opiliones-Laniatores. » Archiv für Naturgeschichte, sér. A, vol. 79, no 4, p. 1–256 (texte intégral).